# Şin
Şin är en ort i Azerbajdzjan.   Den ligger i distriktet Şəki Rayonu, i den norra delen av landet, 260 km väster om huvudstaden Baku. Şin ligger 1 001 meter över havet och antalet invånare är 1 432.
Terrängen runt Şin är bergig åt nordost, men åt sydväst är den kuperad. Närmaste större samhälle är Sheki, 18,8 km söder om Şin. 
I omgivningarna runt Şin växer i huvudsak lövfällande lövskog. Runt Şin är det ganska glesbefolkat, med 38 invånare per kvadratkilometer.